# Норт Вали (Њу Мексико)
Норт Вали (енгл. North Valley) насељено је место без административног статуса у америчкој савезној држави Њу Мексико.

## Демографија
По попису из 2010. године број становника је 11.333, што је 590 (-4,9%) становника мање него 2000. године.
| Група             | 2000.         | 2010.         |
| Белци             | 4.615 (38,7%) | 4.147 (36,6%) |
| Афроамериканци    | 124 (1,0%)    | 71 (0,6%)     |
| Азијати           | 49 (0,4%)     | 68 (0,6%)     |
| Хиспаноамериканци | 6.773 (56,8%) | 6.708 (59,2%) |
| Укупно            | 11.923        | 11.333        |